# 希特勒的男孩
《希特勒的男孩》（德語：Napola – Elite für den Führer）是德国一部于2004年公映的剧情片，由丹尼斯·甘塞尔担任编剧兼导演。电影以纳粹德国政府设立的国家政治教育机构为故事背景，这是一所为培养未来纳粹政治和军事精英为设立的军事预备学校。